# Садовый (Кеслеровское сельское поселение)
Садовый — хутор в Крымском районе Краснодарского края России. Входит в состав Кеслеровского сельского поселения (в рамках административно-территориального устройства ему соответствует Кеслеровский сельский округ).

## География
Расположен в юго-западной части региона, возле западной части оконечности Большого Кавказа.
Высота центра селения над уровнем моря — 176 м.
Географическое положение
До г. Крымска 32 км, по трассе 03А-009 «Крымск — Джигинка». До г. Краснодара 140 км, по трассам 03А-009 «Крымск-Джигинка» и А146.
Часовой пояс
Садовый, как и весь Краснодарский край, находится в часовой зоне МСК (московское время). Смещение применяемого времени относительно UTC составляет +3:00.

## Население
| 1999 | 2002 | 2010  |
| ---- | ---- | ----- |
| 1054 | ↘965 | ↗1021 |

## Инфраструктура
В хуторе есть свой Дом Культуры, спортплощадка, продуктовый магазин. В километре от центра имеется кладбище.
Уличная сеть
На 2018 год на хуторе числится 13 улиц.
| - ул. 60 лет Октября - ул. Виновосточная - ул. Виноградная - ул. Гагарина - ул. Комсомольская - ул. Лесная - ул. Первомайская | - ул. Придорожная - ул. Советская - ул. Солнечная - ул. Строительная - ул. Театральная - ул. Школьная |

## Транспорт
Доступен автотранспортом . Имеется остановка общественного транспорта «Садовый».